# Böhmischer Bauernaufstand 1680

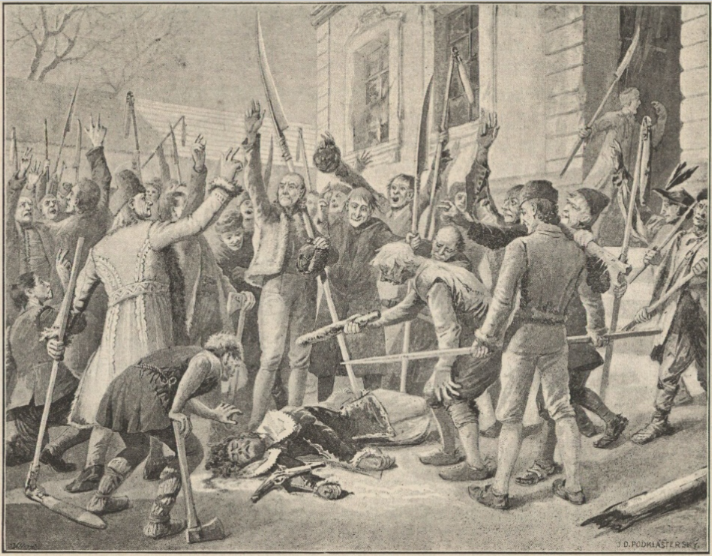
Die Ermordung des Freiherren von Freisleben, Darstellung aus einer Chronik des 19. Jahrhunderts

Der Böhmische Bauernaufstand von 1680 war ein Bauernaufstand im Königreich Böhmen, der sich gegen den Frondienst richtete und mehr Rechte einforderte. Der Schwerpunkt des Konfliktes lag in Nordböhmen, jedoch waren auch andere Landesteile betroffen. Im Jahresverlauf schlug Kaiser Leopold I. den Aufstand mit mehreren Truppenverbänden nieder. Ein neues 1680 erlassenes kaiserliches Patent regelte schließlich die Fronarbeit neu. 

## Geschichte
Nach den Schäden des Dreißigjährigen Krieges war ein großer Teil der durch Krankheiten und Hungersnöten dezimierten Bevölkerung aus Böhmen abgewandert. In Folge der Gegenreformation wurde der protestantische Adel enteignet und das Land an den katholischen Adel, meist Günstlinge des Kaisers, neu vergeben. Jeder der nicht bereit war zum Katholizismus zu konvertieren, musste das Land verlassen. Die verbliebenen Untertanen waren verpflichtet mehr als die Hälfte des Jahres schwere Roboten an die Grundherrschaft abzuleisten. Die Zinszahlungen waren gewöhnlich am Georg- und Gallustag fällig. Der Unmut richtete sich vor allem gegen die von der Herrschaft bestellten Amtsdiener und Verwalter. Die Bauern befanden sich in einem beklagenswerten Zustand, ohne Rechte und ihrem Grundherren schutzlos ausgeliefert. In einem Raum hausten ganze Familien zusammen mit Nutztieren in beispiellosen unhygienischen Zuständen. Bereits Ende 1679 flammten erste Konflikte auf. Die Rebellen, die sich in größeren Gruppen zusammenschlossen, bestanden zum Teil aus ausgedienten Soldaten. Außer Nordböhmen waren auch andere Landesteile betroffen. Im Caslauer Kreis ermordete ein wütender Mob zu Beginn des Jahres 1680 Johann Adalbert Freiherr Freisleben von Bischofshofen auf Burg Čestín, auf der er sich verschanzte. Im Frühjahr 1680 brach in der Herrschaft Lämberg des kaiserlichen Oberstleutnant Christoph Rudolph Graf von Breda ein Aufstand aus, der sich schnell weiter über den Leitmeritzer, Saazer und Elbogener Kreis ausbreitete. Die Grundherren oder deren Amtsträger wurden teilweise von ihren Ländereien verjagt. 

### Tepl

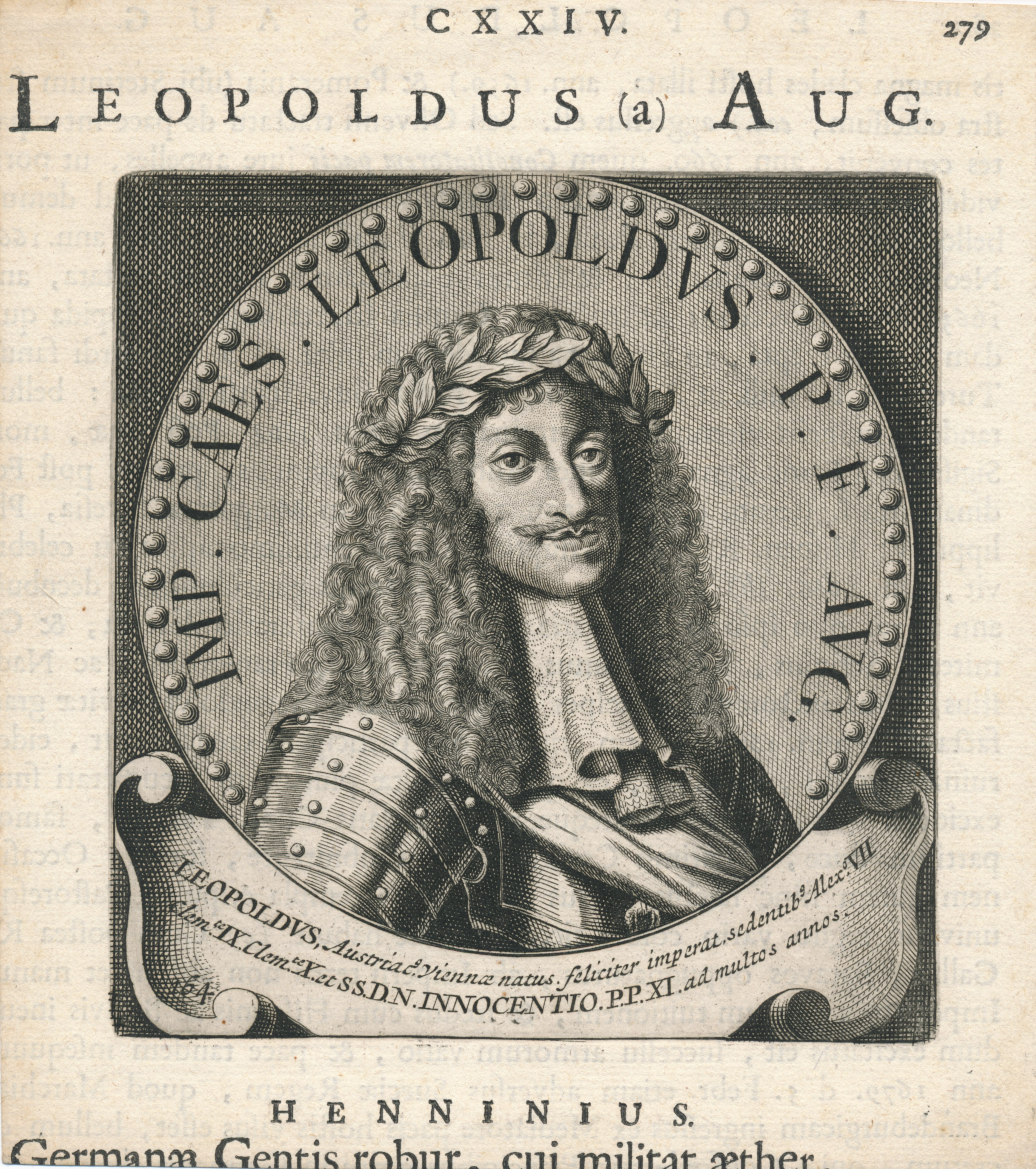
Kaiser Leopold I.

Am 5. April 1680 stellten die Bauern des Stiftes Tepl aus Protest ihre Arbeit ein. Aus den betroffenen Dörfern brachten Boten eine Abschrift eines alten Gnadenbriefes den der Abt Mauskönig einst ausstellte und verlangte die Bestätigung der darin stehenden Privilegien. Am Morgen des 8. Aprils 1680 erschienen vor dem Stiftstor etwa 300 Bauern die über zu hohe Roboten, Zehnten und Steuern klagten. Am 10. April 1680 waren es bereits 400 Bauern. An diesem Tag ließ der Abt ein vom Kreishauptmann gegebenes kaiserlich Erlass verlesen. Die Menge glaubte an einen Einschüchterungsversuch und beschuldigte die Klosterkanzlei das Schreiben gefälscht zu haben. Am 12. April 1680 versammelten sich im Kloster auch die Freibauern und drängten auf Anerkennung ihrer Rechte. Die Forderungen wurden vom Prälaten abgewiesen, der von der Bürgerschaft der Stadt Tepl Unterstützung zugesichert bekam. Hingegen stellte sich die Stadt Neumarkt auf die Seite der Aufständischen. Mittelst eines Boten wurde eine Petition nach Prag an Kaiser Leopold I. übersandt der sich wegen einer Pestgefahr in Böhmen aufhielt, die Überbringer aber nicht vorgelassen, sondern sofort eingekerkert oder bestraft. Der Kaiser reagierte mit der Anforderung mehrerer Regimenter. Am 4. Mai 1680 trafen die kaiserlichen Kommissare begleitet von zwei Kompanien des Regimentes Harant im Stift Tepl ein. Eine verlesene kaiserliche Vollmacht forderte die Bauern auf, ihre Waffen abzugeben und dem Kaiser Treue zu schwören, was diese auch taten. Die Klosterkanzlei befragte darauf alle Amtsdiener nach den Rädelsführern. Die Soldaten verhafteten dreizehn Anführer und brachten sie in das Gefängnis nach Tepl. Nach einem geleisteten Treueschwur wurden auch diese wieder entlassen. Ferner lobte die Kommission die Dörfer, welche sich nicht am Aufstand beteiligt hatten. Gewissen Städten und Gemeinden wurden ihre Privilegien entzogen. 1683 erhielten diese sie größtenteils zurück.

### Weseritz

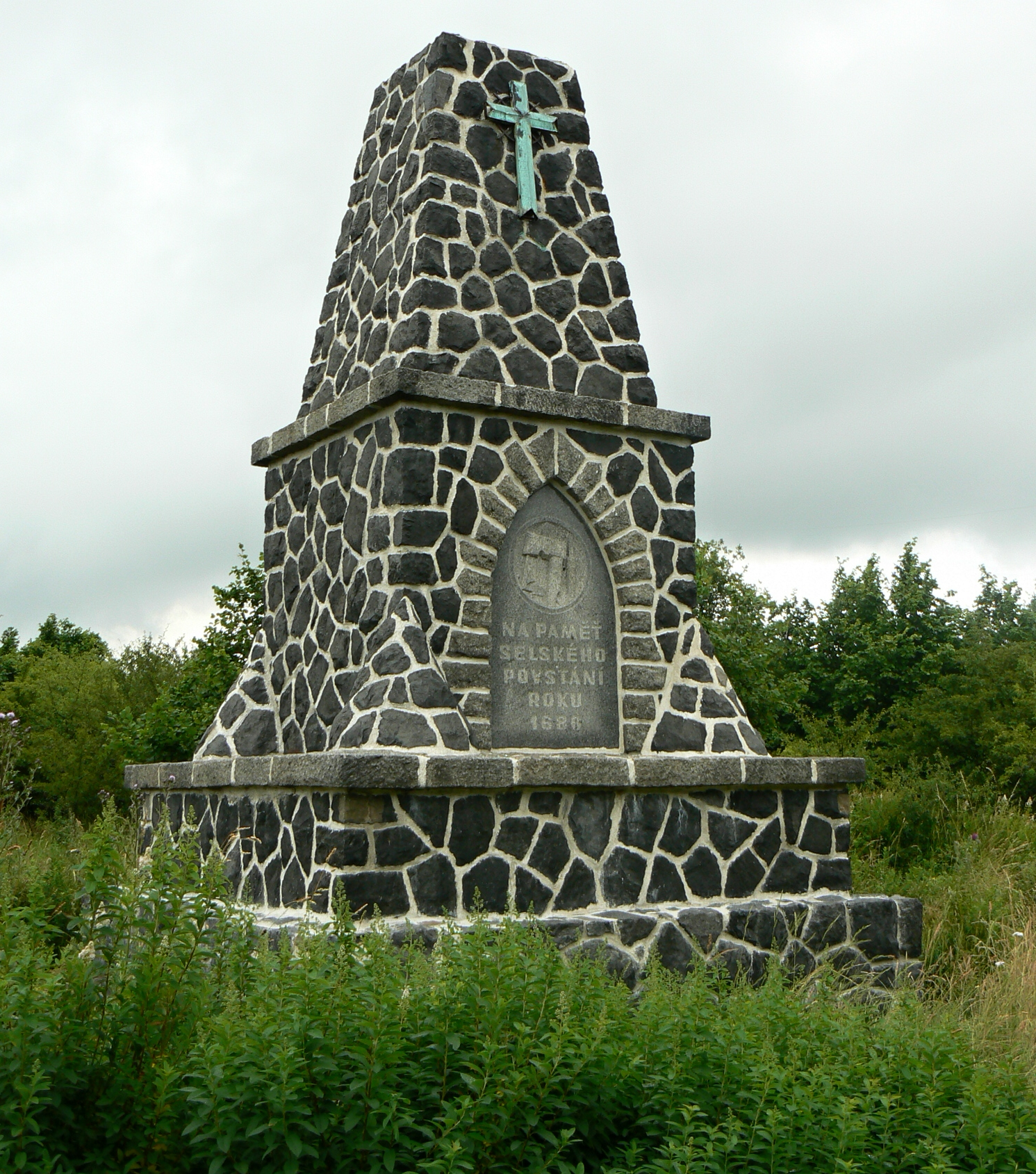
Denkmal an den Bauernaufstand auf dem Schafberg bei Kokaschitz

Auch in Weseritz hatten sich die Bauern dem Aufstand angeschlossen. Alle Verhandlungsversuche des Grundherren schlugen fehl. Nach Plünderungen verschanzten sich die Bewaffneten auf dem Schafberg bei Kokaschitz. Am 5. Mai 1680 erschien der Grundherr Johann Christoph von Heussenstein im Stift Tepl und schilderte der Kommission die ausweglose Situation. Auf sein Gut zurückkehrend versuchte er nochmals mit seinen Untertanen zu verhandeln und versprach Geld und Bier. Schließlich bat Heussenstein die kaiserliche Armee um Hilfe. Christoph Wilhelm von Harant brach am 6. Mai 1680 Mittags mit zwei Kompanien von seinem Lager bei Tepl zum Schafberg auf. Die Kommission forderte die Rebellen drei Mal auf, die Waffen abzugeben und in ihre Dörfer heimzukehren. Zur Einschüchterung ließ Harant von der Burg Schwamberg aus zwei Kanonenkugeln abfeuern. Nachdem die Bauern das Feuer erwiderten, gab Harrant den Befehl zum Sturm des schlecht befestigten Rebellenstützpunktes auf dem Schafberg. Bei dem Gefecht wurden 20 bis 40 Mann getötet, viele verwundet, der Rest ergriff die Flucht. Das Sterbebuch der Pfarrei Tschelief erwähnt unter den Toten auch den Anführer Hans Muck. Das Ereignis verbreitete sich unter der Bevölkerung wie ein Lauffeuer. Es sollte Aufrührern die ähnliches planten, eine Warnung sein. Zur Niederschlagung weiterer Aufstände zog Harant mit seinen Soldaten weiter nach Plan und Kuttenplan. Maria Franziska von Heussenstein gab auf der Kuppe des Berges den Bau der Todesangst Christi Kapelle in Auftrag und stiftete in ihr eine Heilige Messe.

### Neudek
In der Herrschaft Neudek hoffte der czerninische Amtsverwalter Paul Amand Müller die Stadtbewohner würden zur Besinnung kommen und Gehorsam loben. Nur unter der Bedingung der Erfüllung ihrer Forderungen wollten die 36 Bürger ihre Waffen niederlegen. Graf Humprecht Johann Czernin von Chudenitz bat das Militär um Hilfe, welches in Neudek einzog. Als Keim der Revolte beschuldigte Müller in seinem Lagebericht vier Anführer, Georg Bernhard Stutzig, Peter Elster, Hans Christoph Dürrschmidt und Georg Haussner. Von den Einwohnern mit Waffen unterstütz flohen die Aufrührer in das Gebirge, von wo aus sie jegliche Unterwerfung verweigerten. Bis August 1680 hielten sich die Flüchtigen an der Grenze zu Kursachsen auf. Nach der Niederschlagung des Aufstandes in Neudek wurde über mehrere die Todesstrafe verhängt, andere verurteilte man zu Strafarbeit in den herrschaftlichen Eisenbergwerken. Zwei Rädelsführer wurden von Harant aufgegriffen, nach Neudek geschleppt und auf dem Galgenberg geköpft. Für die Kosten hatten die betroffenen Dörfer bei Karlsbad selbst aufzukommen. Laut kaiserlichem Dekret vom 7. April 1680 hatte Neudek bis auf Weiteres alle städtischen Privilegien verloren und den Einwohnern der Bürgerstand entzogen. Um einen weiteren Aufstand zu verhindern, blieb ein Teil der Soldaten in der zur Dorfgemeinde degradierten Stadt zurück. Ein neues, noch 1680 vom Kaiser erlassenes Robotpatent regelte die Fronarbeit neu und sicherte den Untertanen einen bescheidenen Rechtsschutz zu. Dabei wurde die Robotpflicht auf höchstens drei Tage in der Woche festgeschrieben.